# Оман на літніх Олімпійських іграх 1988
Оман брав участь у  Літніх Олімпійських іграх 1988 року в Сеулі (Корея) вдруге за свою історію. За спортивну честь країни боролися 8 спортсменів-чоловіків у 3 видах спорту (легка атлетика, бокс і стрільба), але жодної медалі не завоювали.